# Les Demoiselles de Rochefort
Les Demoiselles de Rochefort (Engelse titel: The Young Girls of Rochefort) is een Franse muziekfilm uit 1967 onder regie van Jacques Demy.
De film ging gelijktijdig in première in Parijs, New York en Rochefort.

## Verhaal
Delphine en Solange zijn tweelingzussen die in Rochefort wonen. Delphine is danslerares en Solange pianolerares. Hun moeder houdt café en voedt hun halfbroer Boubou op. In Rochefort wonen bovendien de jonge dichter-schilder Maxence en de Parijse koopman Simon Dame. De twee zussen lopen hun beider voorbestemde liefdes voortdurend mis, maar een ontmoeting kan toch niet uitblijven.

## Rolverdeling
| Acteur             | Personage         |
| ------------------ | ----------------- |
| Catherine Deneuve  | Delphine Garnier  |
| George Chakiris    | Étienne           |
| Françoise Dorléac  | Solange Garnier   |
| Jacques Perrin     | Maxence           |
| Michel Piccoli     | Simon Dame        |
| Jacques Riberolles | Guillaume Lancien |
| Grover Dale        | Bill              |
| Geneviève Thénier  | Josette           |
| Henri Crémieux     | Subtil Dutrouz    |
| Pamela Hart        | Judith            |
| Leslie North       | Esther            |
| Patrick Jeantet    | Boubou Garnier    |
| Gene Kelly         | Andy Miller       |
| Danielle Darrieux  | Yvonne Garnier    |
| René Pascal        | Pépé              |

## Productie
De film werd opgenomen in de Franse stad Rochefort (Charente-Maritime) tussen 31 mei en 27 augustus 1966. De stad werd uitgekozen voor haar kenmerkende gevels. Al in april 1966 werd begonnen met het verven van de gevels. De hoofdrollen werden vertolkt door Catherine Deneuve en Françoise Dorléac die in het echt zussen waren.
Choreograaf Norman Maen bedacht vijf danspartijen voor de film.

## Prijzen en nominaties
| Jaar | Prijs  | Categorie    | Genomineerde(n) | Uitslag     |
| ---- | ------ | ------------ | --------------- | ----------- |
| 1969 | Oscars | Beste muziek | Michel Legrand  | Genomineerd |